# Waldfeucht
Waldfeucht är en kommun och ort i Kreis Heinsberg i Regierungsbezirk Köln i förbundslandet Nordrhein-Westfalen i Tyskland.